# 옥빛고등학교
옥빛고등학교는 대한민국 경기도 양주시 옥정동에 있는 공립 고등학교이다.

## 학교 연혁
- 2021년 1월 2일 : 옥빛고등학교 설립인가 8(1) 학급
- 2021년 2월 8일 : 옥빛고등학교 교사(校舍) 준공
- 2021년 3월 1일 : 초대 박래정 교장 취임
- 2021년 3월 2일 : 개교 및 신입생 187명 입학(8학급 남 111명, 여 76명)
- 2024년 1월 5일 : 졸업생 204명
- 2024년 3월 4일 : 신입생 382명 입학(12학급 남 174명, 여 208명)

## 참고 자료
- 옥빛고등학교 - 한국교육학술정보원 학교알리미